# John Lynch (acteur)
John Lynch (Corrinshego (County Armagh), 26 december 1961) is een Noord-Iers acteur en auteur.

## Biografie
Lynch werd geboren in Corrinshego, een plaats in de graafschap County Armagh, bij een Ierse vader en een Italiaanse moeder als oudste van vijf kinderen. Naast acteur is Lynch ook auteur, in 2005 publiceerde hij zijn eerste roman met de titel Torn Water en in 2010 publiceerde hij zijn roman Falling Out if Heaven. 
Lynch begon in 1984 met acteren in de film Cal, waarna hij nog meerdere rollen speelde in films en televisieseries. Voor deze rol werd hij in 1982 genomineerd voor een BAFTA Award als Beste Nieuwkomer. In 1997 werd hij genomineerd voor een  Satellite Award voor zijn rol in de film Moll Flanders in de categorie Beste Acteur in een Bijrol in een Film. 

## Filmografie

### Films
Selectie:
- 2024 The Watchers - als de professor
- 2010 Black Death - als Wolfstan
- 2009 The Tournament - als Gene Walker
- 2004 The Bridge of San Luis Rey - als kapitein Alvarado
- 2003 Alien Hunter - als dr. Michael Straub
- 2002 Evelyn - als mr. Wolfe
- 1998 Sliding Doors - als Gerry
- 1993 In the Name of the Father - als Paul Hill

### Televisieseries
Uitgezonderd eenmalige gastrollen.
- 2023 Blue Lights - als James McIntyre - 6 afl.
- 2020-2022 The Head - als Arthur Wilde - 12 afl.
- 2019 Medici - als Paus Sixtus IV - 3 afl.
- 2019 Tin Star - als Johan Nickel - 7 afl.
- 2018 The Terror - als John Bridgens - 5 afl.
- 2013-2016 The Fall - als Jim Burns - 17 afl.
- 2016 One of Us - als Bill Douglas - 2 afl.
- 2015 The Trials of Jimmy Rose - als DI Steve McIntyre - 3 afl.
- 2014 The Assets - als Vitaly Yurchenko - 4 afl.
- 2014 Shetland - als Frank Blake - 2 afl.
- 2009-2012 Merlin - als Balinor - 2 afl.
- 2012 Labyrinth - als Simeon de Montfort - 2 afl.
- 2011 The Jury - als Alan Lane - 5 afl.
- 2010 The Nativity - als Gabriel - 3 afl.
- 2010 Silent Witness - als Tom Flannery - 2 afl.
- 2008 The Passion - als Sagan - 4 afl.
- 2005 Bleak House - als Nemo - 2 afl.
- 1991 Chimera - als Peter Carson - 4 afl.
- 1991 All Good Things - als Vincent Gibney - 5 afl.

- Bibsys: 6095991
- Bibliothèque nationale de France: cb14201238j (data)
- Gemeinsame Normdatei: 1026169143
- International Standard Name Identifier: 0000 0001 1511 8149
- Library of Congress Control Number: no97006803
- Nationale Bibliotheek van Tsjechië: xx0183169
- Nationale Bibliotheek van Israël: 987007458861505171
- Nationale Bibliotheek van Polen: a0000001687415
- Nederlandse Thesaurus van Auteursnamen: 142096636
- Système universitaire de documentation: 061432911
- Virtual International Authority File: 90681418
- WorldCat: E39PBJktrVPYPc79Bcdy36Wv73